# Carinstrocerus dolorans
Carinstrocerus dolorans är en stekelart som först beskrevs av Giordani Soika 1935.  Carinstrocerus dolorans ingår i släktet Carinstrocerus och familjen Eumenidae. Inga underarter finns listade.